# Парламент Франції
Парламент Франції виконує більшу частину законодавчої влади та частково може контролювати діяльність уряду, згідно з Конституцією 4 жовтня 1958. Він складається з Сенату, Верхньої палати, яка налічує у своєму складі 348 обранця, та Національної Асамблеї, Нижньої палати, яка налічує — 577 депутатів. Обидві палати мають свої окремі місця засідання: Люксембурзький палац для Сенату та Бурбонський палац для Національної асамблеї.
До 1962 року, Парламент мав всю повноту влади. З цього року, він ділить її з Президентом Франції, який був обраний на президентский виборах шляхом загального голосування.
На відміну від тих повноважень, які мав Парламент під час Третьої та Четвертої Французьких республік, сьогодні, за П'ятої республіки, його влада зменшилася. Також, у зв'язку зі створенням Інституцій Європейського Союзу, функції Парламенту набули деяких змін.

## Склад
- Національна асамблея Франції#Склад
- Сенат Франції#Склад і вибори

## Історія
Парламент, у своєму сучасному вигляді, з'явився разом з Революцією. Його форма та атрибути визначалися багатьма конституціями та змінювалися в залежності від діючого режиму:
| Дата      | Конституція                            | Верхня Палата       | Нижня Палата            | Інша Палата   | Об'єднана Палата                | Єдина Палата                     |
| --------- | -------------------------------------- | ------------------- | ----------------------- | ------------- | ------------------------------- | -------------------------------- |
| 1791      | Конституція 1791                       |                     |                         |               |                                 | Законодавчі збори                |
| 1793      | Конституція I року                     |                     |                         |               |                                 | Національний конвент             |
| 1795-1799 | Конституція ІІІ року                   | Рада Старійшин      | Рада п'ятисот (Франція) |               |                                 |                                  |
| 1799-1802 | Конституція VIII року                  | Сенат Консерваторів | Законодавчі збори       | Трибунат      |                                 |                                  |
| 1802-1804 | Конституція X року                     | Сенат Консерваторів | Законодавчі збори       | Трибунат      |                                 |                                  |
| 1804-1814 | Конституція XII року                   | Сенат Консерваторів | Законодавчі збори       |               |                                 |                                  |
| 1814-1815 | Хартія 1814                            | Палата Лордів       | Палата депутатів        |               |                                 |                                  |
| 1815      | Додатковий акт до конституцій Імперії  | Палата Лордів       | Палата представників    |               |                                 |                                  |
| 1830-1848 | Хартія 1830                            | Палата Лордів       | Палата депутатів        |               |                                 |                                  |
| 1848-1852 | Конституція 1848 року                  |                     |                         |               |                                 | Національна законодавча асамблея |
| 1852-1870 | Конституція 1852 року                  | Сенат               | Законодавчі збори       | Державна Рада |                                 |                                  |
| 1871-1975 |                                        |                     |                         |               |                                 | Національна асамблея             |
| 1875-1940 | Конституційний закон 1875 року         | Сенат               | Палата депутатів        |               | Національна асамблея            |                                  |
| 1940-1944 | Конституційний закон 1940 року         |                     |                         |               |                                 |                                  |
| 1944-1946 | Тимчасовий Уряд Французької республіки |                     |                         |               |                                 | Установчі збори                  |
| 1946-1958 | Конституція 1946 року                  | Рада Республіки     | Національна асамблея    |               | Парламент                       |                                  |
| з 1958    | Конституція 1958 року                  | Сенат               | Національна асамблея    |               | Конгрес Французького Парламенту |                                  |